# 南魚沼市立北辰小学校
南魚沼市立北辰小学校 (みなみうおぬましりつ ほくしんしょうがっこう) は、新潟県南魚沼市にある公立小学校。
六日町立北辰小学校と呼ばれることもある。

## 学校の歴史
昭和58年に、欠ノ上小学校など南魚沼地域に在った、それぞれの小学校が統合して設立された後「南魚沼市立北辰小学校」として開校した。公立小学校としては、旭町、八幡、田中町、飯綱町、余川、緑町、美佐島、学校町一丁目、学校町二丁目、学校町三丁目、学校町四丁目、小栗山など、JR六日町駅に近い場所を行政地区として持っている。

## 北辰小学校の特徴
北辰小学校校内には生徒が授業で使うための作物を育てるための広い畑がある。学校内であれば畑の土は子供たちが自由に使うことが許されている。また、校内に存在する図書室の本は、期間内の学校の外への持ち出し、貸し付けを学校は許可している。